# NGC 4862
NGC 4862 is een balkspiraalstelsel in het sterrenbeeld Maagd. Het hemelobject werd in 1886 ontdekt door de Amerikaanse astronoom Francis Preserved Leavenworth.

## Synoniemen
- IC 3999
- MCG -2-33-79
- PGC 44610